# Lâu đài Trosky

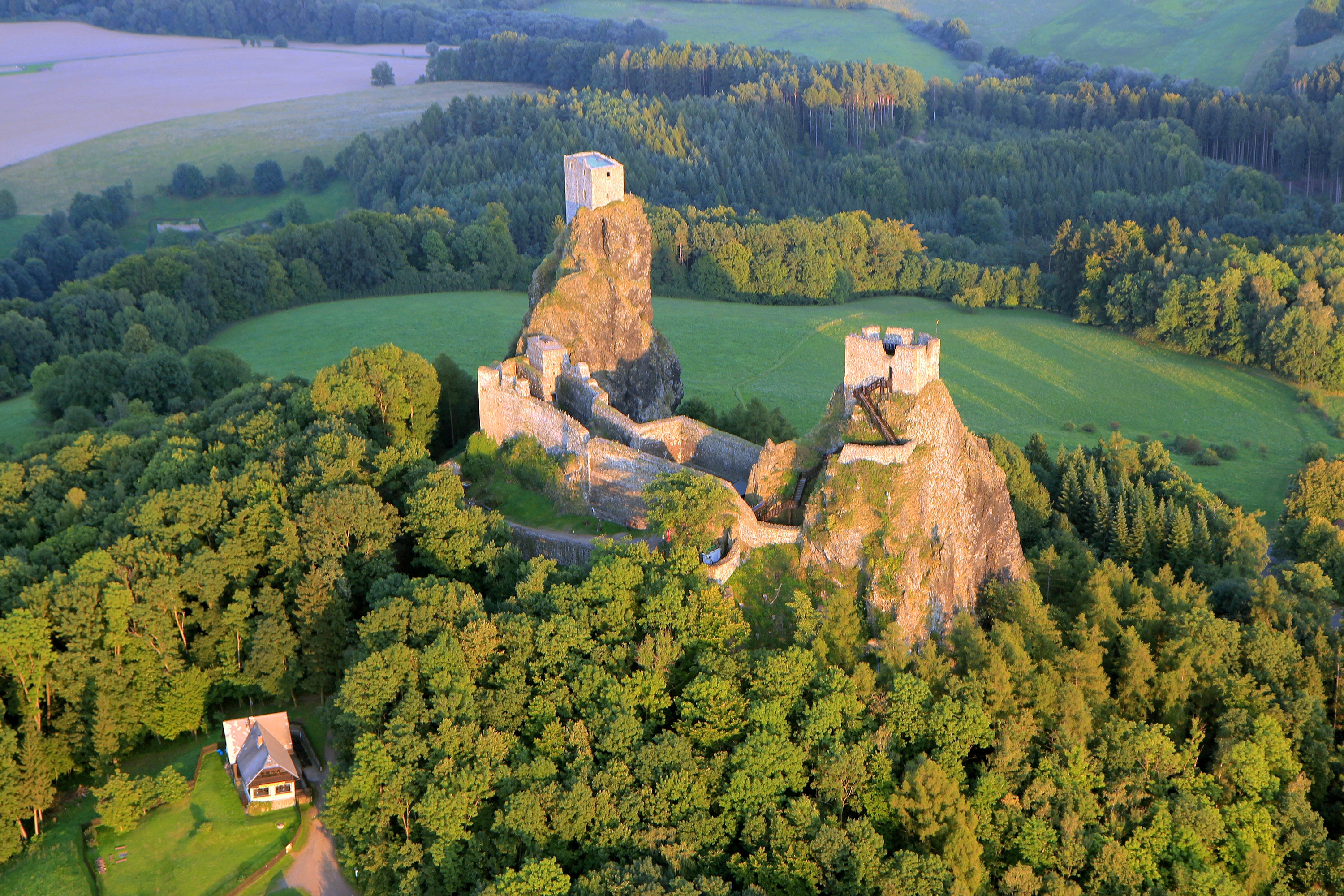
Quang cảnh lâu đài Trosky nhìn từ trên cao xuống

Lâu đài Trosky (tiếng Séc: Hrad Trosky) là một tàn tích lâu đài nằm cách thị trấn Semily, vùng Liberec, Cộng hòa Séc, khoảng 10 kilômét (6 dặm) về phía nam. Đây là một trong những lâu đài nổi tiếng nhất tại Séc. Tàn tích lâu đài chia làm hai tòa tháp, mỗi bên tháp nằm trên mỗi đỉnh của hai họng núi lửa. Tòa tháp tên là Baba (Bà già) nằm trên đỉnh núi thấp hơn với độ cao là 47 mét. Tòa tháp Panna (Hầu gái) thì nằm trên đỉnh núi cao hơn với độ cao là 57 mét. Có thể nói, tàn tích lâu đài Trosky là một điểm nhấn của thiên đường Bohemian.

## Lịch sử

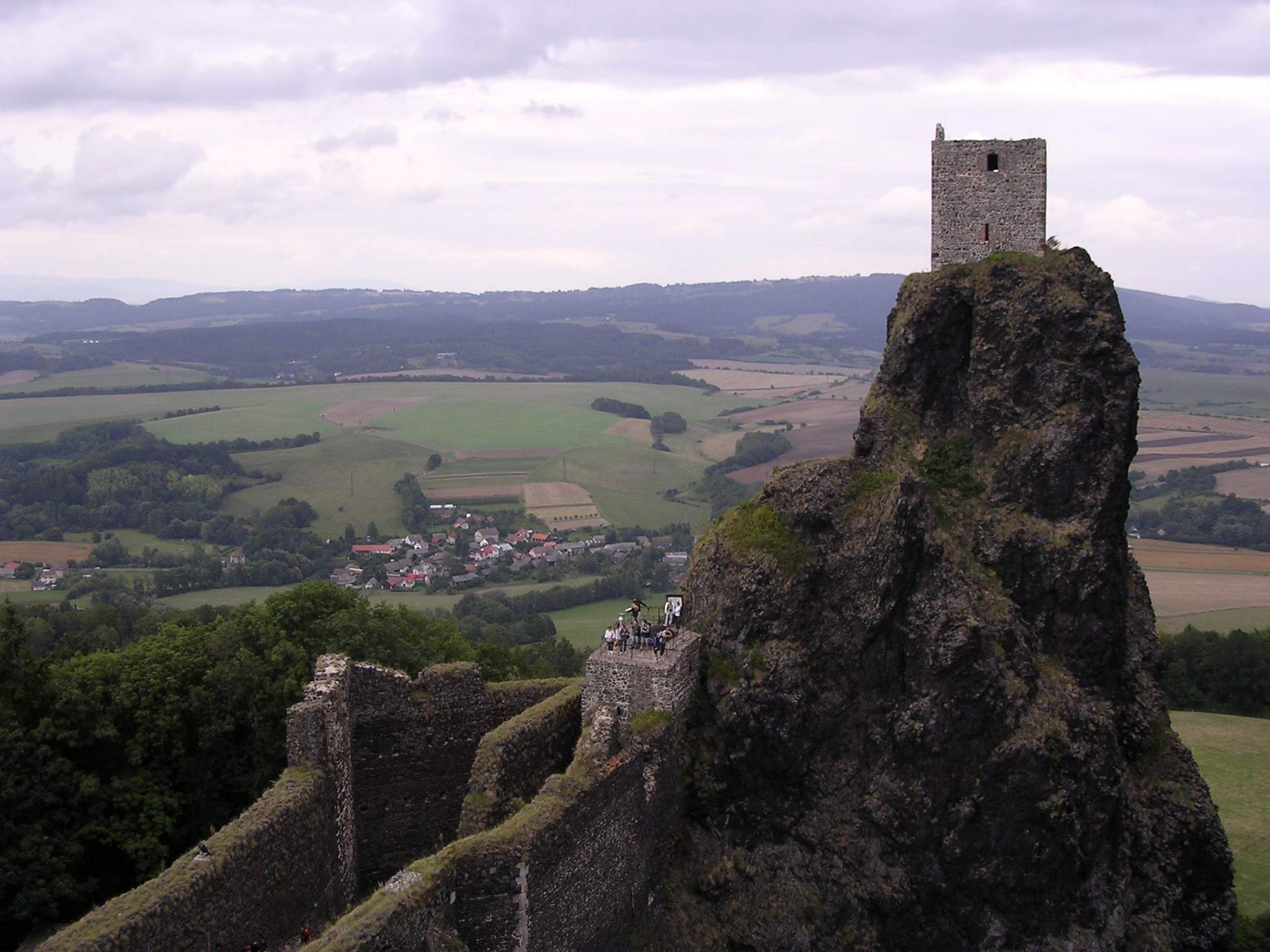
Quang cảnh xung quanh tháp Panna

Ban đầu, lâu đài được xây cho nguyên soái Čeněk z Vartenberka vào nửa cuối thế kỷ 14. Khi đó, kết cấu chính của lâu đài gồm hai tòa tháp nằm ở hai đỉnh ngọn núi, giữa hai tòa tháp là các tòa nhà và các công trình phụ khác. Ngoài ra còn có ba vòng tường thành kiên cố được xây dựng xung quanh để bảo vệ lâu đài. Sau khi Čeněk qua đời, lâu đài thuộc về vua Wenzel IV của Bohemia, rồi lại bị một quý tộc tên là Otto III của Bergau giành lấy. Sau này, con trai của Otto III là Otto IV của Bergau được cho là đã đánh cắp một kho báu của tu viện ở Opatovice rồi giấu trong một hầm ngầm bí mật tại lâu đài Trosky. Hầm ngầm nơi Otto IV của Bergau giấu kho báu bị chặn bởi một tảng đá khổng lồ. Từ đó, không ai có thể tìm ra kho báu được nữa do hòn đá tảng chặn lối vào hầm ngầm đã bị phủ kín bởi đá vụn.
Trong chiến tranh Hussite, lâu đài Trosky là nơi tập trung của những người theo phe ủng hộ Công giáo. Cũng vì điều này mà nhiều khả năng lâu đài chưa bao giờ bị người Hussites hay bất cứ thế lực thù địch nào khác xâm chiếm. Cuối năm 1428, ngay sau khi lâu đài bị thiêu rụi, thủ lĩnh người Táborite, Jan Kralovec, đã bao vây toàn bộ lâu đài. Từ năm 1438, Kryštov Šov, một tên tướng cướp và đồng bọn là Švejkar đã đến ở tại lâu đài để đàn áp dân làng sống xung quanh đó. Ít lâu sau, hai tên này bị những người ở vùng Zhořelec và Žitavy trong liên minh bộ lạc Lusatian bắt lại. Năm 1444, góa phụ Margareth của Bergov, vợ của Otto III của Bergau quá cố, đã đưa lâu đài Trosky vào khu vực dinh thự của bà. Từ năm 1468 đến năm 1497, lâu đài lại thuộc sở hữu của một quý tộc là William của Hasenburg. Sau đó cũng có vài gia đình quý tộc mua lại lâu đài dù nó đã bị xuống cấp ít nhiều. Vào năm 1648, trong suốt cuộc chiến tranh Ba Mươi Năm, lâu đài đã bị quân đội Đế quốc thiêu rụi và để lại một đống đổ nát. Năm 1681, tàn tích lâu đài được một tu sĩ Dòng Tên khai sáng là Bohuslav Balbín đến thăm với mục đích là nghiên cứu lịch sử và địa hình của khu vực.
Lâu đài dần được chú ý nhiều hơn từ thế kỷ 19, khi người ta bắt đầu tìm cách trùng tu và làm cho các khu vực phụ cận của tàn tích lâu đài sinh động hơn. Cụ thể, người ta đã bắc một cái thang dẫn sang tháp Panna. Công trình này bắt đầu vào khoảng năm 1841 đến năm 1843 nhưng vẫn chưa được hoàn thiện.

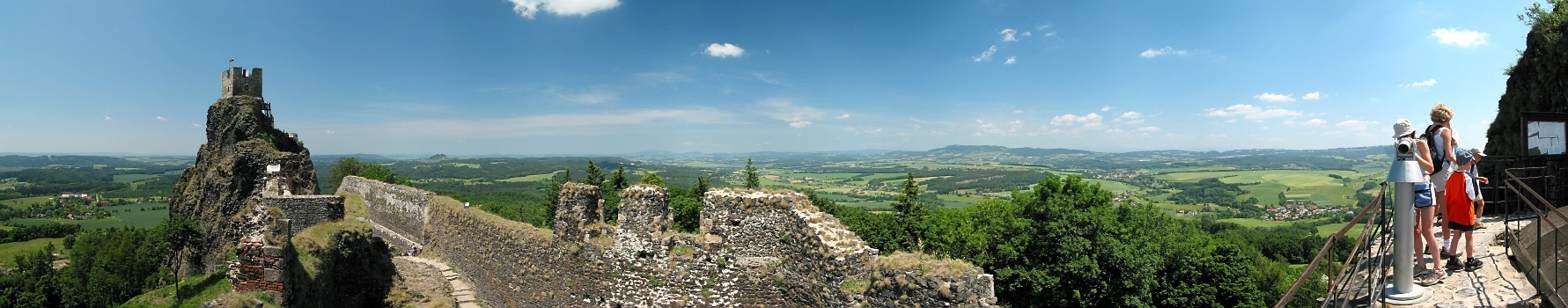
Toàn cảnh tàn tích lâu đài Trosky